# Glyphoscope
Un glyphoscope es una cámara fotográfica estereoscópica inventada por Jules Richard. Utilizaba placas de vidrio.
Se comercializó desde 1904 hasta el final de los años 30 sin que su fabricación evolucionara sensiblemente.
Este pequeño aparato permitió a partir de 1905, tomar fotos estereoscópicas de 45 x 107 mm y de 6 x 13 cm. Tenía una característica muy original, que consistía en que la parte metálica anterior con los obturadores, se quitaba fácil y, después de haberla retirado, quedaba el cuerpo de Ebonita, que entonces se convertía en una visionadora estereoscópica.